# Spatelmattvävare
Spatelmattvävare (Oreonetides vaginatus) är en spindelart som först beskrevs av Tord Tamerlan Teodor Thorell 1872.  Spatelmattvävare ingår i släktet Oreonetides och familjen täckvävarspindlar. Arten är reproducerande i Sverige. Inga underarter finns listade i Catalogue of Life.